# Šalgočka
Šalgočka (bis 1927 slowakisch „Šalgóčka“ oder „Šalgovka“; ungarisch Salgócska) ist eine Gemeinde im Westen der Slowakei mit 472 Einwohnern (Stand 31. Dezember 2024), die zum Okres Galanta, einem Teil des Trnavský kraj, gehört.

## Geographie
Die Gemeinde befindet sich im slowakischen Donautiefland am südwestlichen Rand von dessen Teil Nitrianska pahorkatina (Neutraer Hügelland). Innerhalb dieser Region liegt sie im sanften Tal des Baches Jarčie. Das Ortszentrum liegt auf einer Höhe von 150 m n.m. und ist 13 Kilometer von Hlohovec, 14 Kilometer von Sereď sowie 24 Kilometer von Galanta entfernt.
Nachbargemeinden sind Dvorníky im Westen und Norden, Sasinkovo im Nordosten und Zemianske Sady im Süden.

## Geschichte
Šalgočka wurde zum ersten Mal 1248 als Salgo schriftlich erwähnt und war zunächst Teil des Herrschaftsguts von Freistadt (heute Hlohovec). Ab dem 15. Jahrhundert war der Ort Besitz von Familien wie Dávid, Dezasse, Sándor, Appel und Desewffy.  1828 zählte man 41 Häuser und 287 Einwohner, deren Haupteinnahmequellen Landwirtschaft und Weinbau waren.
Bis 1918 gehörte der im Komitat Neutra liegende Ort zum Königreich Ungarn und kam danach zur Tschechoslowakei beziehungsweise heute Slowakei.

## Bevölkerung
| Jahr                | 1994 | 2004     | 2014    | 2024    |
| ------------------- | ---- | -------- | ------- | ------- |
| Anzahl der Personen | 381  | 444      | 456     | 472     |
| Unterschied         |      | +16,53 % | +2,70 % | +3,50 % |

| Jahr                | 2023 | 2024    |
| ------------------- | ---- | ------- |
| Anzahl der Personen | 470  | 472     |
| Unterschied         |      | +0,42 % |

Gemäß der Volkszählung 2011 wohnten in Šalgočka 437 Einwohner, davon 423 Slowaken sowie jeweils zwei Deutsche, Magyaren und Roma. Acht Einwohner machten keine Angabe. 351 Einwohner bekannten sich zur römisch-katholischen Kirche, 12 Einwohner zur evangelischen Kirche A. B. und ein Einwohner zur evangelisch-methodistischen Kirche; zwei Einwohner bekannten sich zu einer anderen Konfession. 30 Einwohner waren konfessionslos und bei 41 Einwohnern ist die Konfession nicht ermittelt.

## Bauwerke
- römisch-katholische Kirche im Barockstil aus dem 17. Jahrhundert
- Landsitz im barock-klassizistischen Stil aus dem 18. Jahrhundert, im 19. Jahrhundert umgebaut